# Chile vid världsmästerskapen i friidrott 2009
Chile deltog i Världsmästerskapen i friidrott 2009 i Berlin med en trupp som bestod av 4 aktiva friidrottare (2 kvinnor och 2 män). Natalia Ducó som var junior-världsmästare 2008 i kulstötning var den som följdes av de största förhoppningarna.

## Deltagare från Chile

### Herrar
| Gren          | Deltagare      | Resultat    | Placering         |
| 20 km gång    | Yerko Araya    | 1:24.49     | 29                |
| Spjutkastning | Ignacio Guerra | 3 x ogiltig | Utslagen i kvalet |

### Damer
| Gren        | Deltagare     | Resultat | Placering         |
| Maraton     | Clara Morales | DNS      |                   |
| Kulstötning | Natalia Ducó  | 17,61    | Utslagen i kvalet |